# Campionati europei di atletica leggera 2024 - 100 metri ostacoli
La gara dei 100 metri ostacoli dei campionati europei di atletica leggera 2024 si è svolta il 7 e l'8 giugno.

## Podio
| Pos.    | Atleta              | Nazionalità | Tempo |
| ------- | ------------------- | ----------- | ----- |
| Oro     | Cyréna Samba-Mayela | Francia     | 12"31 |
| Argento | Ditaji Kambundji    | Svizzera    | 12"40 |
| Bronzo  | Pia Skrzyszowska    | Polonia     | 12"42 |

## Situazione pre-gara

### Record
Prima di questa competizione, il record del mondo, il record europeo e il record dei campionati erano i seguenti.
| Record                | Prestazione | Atleta                    | Data e luogo                             | Competizione              |
| --------------------- | ----------- | ------------------------- | ---------------------------------------- | ------------------------- |
| Record mondiale       | 12"12       | Tobi Amusan Nigeria       | 24 luglio 2022 Eugene, Stati Uniti       | Campionati del mondo 2022 |
| Record europeo        | 12"21       | Jordanka Donkova Bulgaria | 20 agosto 1988 Stara Zagora, Bulgaria    |                           |
| Record dei campionati | 12"38       | Jordanka Donkova Bulgaria | 29 agosto 1986 Stoccarda, Germania Ovest | Campionati europei 1986   |

### Campione in carica
La campionessa europea in carica era:
| Campione | Atleta                   | Prestazione | Data e luogo                               | Competizione            |
| -------- | ------------------------ | ----------- | ------------------------------------------ | ----------------------- |
| Europea  | Pia Skrzyszowska Polonia | 12"53       | 21 agosto 2022 Monaco di Baviera, Germania | Campionati europei 2022 |

### La stagione
Prima di questa gara, le atlete con le migliori tre prestazioni europee dell'anno erano:
| Pos. | Atleta                      | Prestazione | Data e luogo                         |
| ---- | --------------------------- | ----------- | ------------------------------------ |
| 1    | Ditaji Kambundji Svizzera   | 12"49       | 10 maggio 2024 Doha, Qatar           |
| 2    | Cyréna Samba-Mayela Francia | 12"52       | 11 maggio 2024 Clermont, Stati Uniti |
| 3    | Pia Skrzyszowska Polonia    | 12"53       | 10 maggio 2024 Doha, Qatar           |

## Risultati

### Batterie di qualificazione
Le batterie di qualificazione si sono tenute il 7 giugno a partire dalle ore 10:10.
Passano alle semifinali le prime undici più veloci (q).
Le 12 atlete che al 30 maggio hanno registrato le migliori prestazioni europee secondo la Road to Rome, insieme alla posseditrice della Wild Card (campione europeo in carica) accedono direttamente ai turni di semifinale, salvo rinuncia o mancata conferma alla partecipazione alla manifestazione.

#### Batteria 1
| Pos | Corsia | Atleta                    | Nazionalità | Tempo | Note                                     |
| --- | ------ | ------------------------- | ----------- | ----- | ---------------------------------------- |
| 1   | 6      | Lotta Harala              | Finlandia   | 12"91 | q                                        |
| 2   | 4      | laudia Siciarz            | Polonia     | 12"94 | q                                        |
| 3   | 5      | Lovise Skarbøvik Andersen | Norvegia    | 12"96 | q                                        |
| 4   | 3      | Gréta Kerekes             | Ungheria    | 13"02 | q                                        |
| 5   | 2      | Veronica Besana           | Italia      | 13"05 | q                                        |
| 6   | 7      | Anna Plotitsyna           | Ucraina     | 13"35 |                                          |
| 7   | 8      | Anamaria Nesteriuc        | Romania     | 14"09 | Miglior prestazione personale stagionale |

#### Batteria 2
| Pos | Corsia | Atleta               | Nazionalità | Tempo | Note                                     |
| --- | ------ | -------------------- | ----------- | ----- | ---------------------------------------- |
| 1   | 7      | Nika Glojnarič       | Slovenia    | 13"21 | q                                        |
| 2   | 5      | Elena Carraro        | Italia      | 13"23 | q                                        |
| 3   | 6      | Marlene Meier        | Germania    | 13"25 |                                          |
| 4   | 8      | Mette Graversgaard   | Danimarca   | 13"42 | Miglior prestazione personale stagionale |
| 5   | 4      | Stanislava Škvarková | Slovacchia  | 13"44 |                                          |
| 6   | 3      | Helena Jiranová      | Rep. Ceca   | 13"45 |                                          |
| 7   | 2      | Klaudia Wojtunik     | Polonia     | dq    | [ 3 ]                                    |

#### Batteria 3
| Pos | Corsia | Atleta             | Nazionalità | Tempo | Note |
| --- | ------ | ------------------ | ----------- | ----- | ---- |
| 1   | 6      | Karin Strametz     | Austria     | 12"99 | q    |
| 2   | 2      | Rosina Schneider   | Germania    | 13"10 | q    |
| 3   | 8      | Marika Majewska    | Polonia     | 13"11 | q    |
| 4   | 7      | Giada Carmassi     | Italia      | 13"13 | q    |
| 5   | 4      | Milica Emini       | Serbia      | 13"24 |      |
| 6   | 3      | Elisavet Pesiridou | Grecia      | 13"32 |      |
| 7   | 5      | Anne Zagré         | Belgio      | 13"70 |      |

#### Batteria di ripetizione
In seguito all'accoglimento del ricorso dell'atleta polacca Klaudia Wojtunik, squalificata per falsa partenza, le è stata concessa la ripetizione della prova in una batteria aggiuntiva, durante la quale si è classificata per le semifinali.
| Pos | Corsia | Atleta           | Nazionalità | Tempo | Note |
| --- | ------ | ---------------- | ----------- | ----- | ---- |
| 1   | 2      | Klaudia Wojtunik | Polonia     | 13"22 | q    |

### Semifinali
Le semifinali si sono tenute l'8 giugno a partire dalle ore 20:12. In seguito alla riammissione dell'atleta polacca Klaudia Wojtunik, le finaliste sono 25 anziché 24, dopo il ricorso dell'atleta italiana Elena Carraro che sarebbe rimasta fuori dalle semifinali in seguito alla riammissione di Wojtunik. La prima semifinale avrà quindi nove atlete ai blocchi di partenza.
Passano alla finale le prime due atlete di ogni batteria (Q) e le successive due atlete più veloci (q).

#### Semifinale 1
| Pos | Corsia | Atleta            | Nazionalità | Tempo | Note                                     |
| --- | ------ | ----------------- | ----------- | ----- | ---------------------------------------- |
| 1   | 7      | Sarah Lavin       | Irlanda     | 12"73 | Q =                                      |
| 2   | 6      | Ditaji Kambundji  | Svizzera    | 12"79 | Q                                        |
| 3   | 9      | Klaudia Wojtunik  | Polonia     | 12"84 | Miglior prestazione personale            |
| 4   | 1      | Elena Carraro     | Italia      | 13"06 | Miglior prestazione personale stagionale |
| 5   | 5      | Maayke Tjin-A-Lim | Paesi Bassi | 13"08 |                                          |
| 6   | 3      | Nika Glonarič     | Slovenia    | 13"15 |                                          |
| 7   | 4      | Natalia Christofi | Cipro       | 13"20 |                                          |
| 8   | 5      | Rosina Schneider  | Germania    | 13"41 |                                          |
| -   | 8      | Anna Tóth         | Ungheria    | dnf   |                                          |

#### Semifinale 2
| Pos | Corsia | Atleta                    | Nazionalità | Tempo | Note                                     |
| --- | ------ | ------------------------- | ----------- | ----- | ---------------------------------------- |
| 1   | 4      | Cyréna Samba-Mayela       | Francia     | 12"43 | Q                                        |
| 2   | 7      | Pia Skrzyszowska          | Polonia     | 12"62 | Q                                        |
| 3   | 5      | Reetta Hurske             | Finlandia   | 12"78 | q                                        |
| 4   | 9      | Karin Strametz            | Austria     | 12"87 | Miglior prestazione personale            |
| 5   | 2      | Lovise Skarbøvik Andersen | Norvegia    | 12"89 | Miglior prestazione personale            |
| 6   | 6      | Luca Kozák                | Ungheria    | 13"01 | Miglior prestazione personale stagionale |
| 7   | 8      | Veronica Besana           | Italia      | 13"02 |                                          |
| 8   | 3      | Marika Majewska           | Polonia     | 13"08 |                                          |

#### Semifinale 3
| Pos | Corsia | Atleta           | Nazionalità   | Tempo | Note |
| --- | ------ | ---------------- | ------------- | ----- | ---- |
| 1   | 5      | Cindy Sember     | Gran Bretagna | 12"64 | Q    |
| 2   | 7      | Nadine Visser    | Paesi Bassi   | 12"81 | Q    |
| 3   | 6      | Viktória Forster | Slovacchia    | 12"83 | q    |
| 4   | 2      | Klaudia Siciarz  | Polonia       | 12"94 |      |
| 5   | 4      | Laeticia Bapté   | Francia       | 12"95 |      |
| 6   | 3      | Lotta Harala     | Finlandia     | 12"98 |      |
| 7   | 9      | Giada Carmassi   | Italia        | 13"00 |      |
| 8   | 8      | Gréta Kerekes    | Ungheria      | 13"05 |      |

### Finale
La finale si è tenuta l'8 giugno alle ore 22:08.
| Pos     | Corsia | Atleta              | Nazionalità   | Tempo | Note                                     |
| ------- | ------ | ------------------- | ------------- | ----- | ---------------------------------------- |
| Oro     | 5      | Cyréna Samba-Mayela | Francia       | 12"31 |                                          |
| Argento | 8      | Ditaji Kambundji    | Svizzera      | 12"40 |                                          |
| Bronzo  | 6      | Pia Skrzyszowska    | Polonia       | 12"42 | Miglior prestazione personale            |
| 4       | 7      | Cindy Sember        | Gran Bretagna | 12"56 | Miglior prestazione personale stagionale |
| 5       | 3      | Nadine Visser       | Paesi Bassi   | 12"72 | Miglior prestazione personale stagionale |
| 6       | 9      | Reetta Hurske       | Finlandia     | 12"84 |                                          |
| 7       | 4      | Sarah Lavin         | Irlanda       | 12"94 |                                          |
| 8       | 2      | Viktória Forster    | Slovacchia    | 13"25 |                                          |